# 刪減資助警方

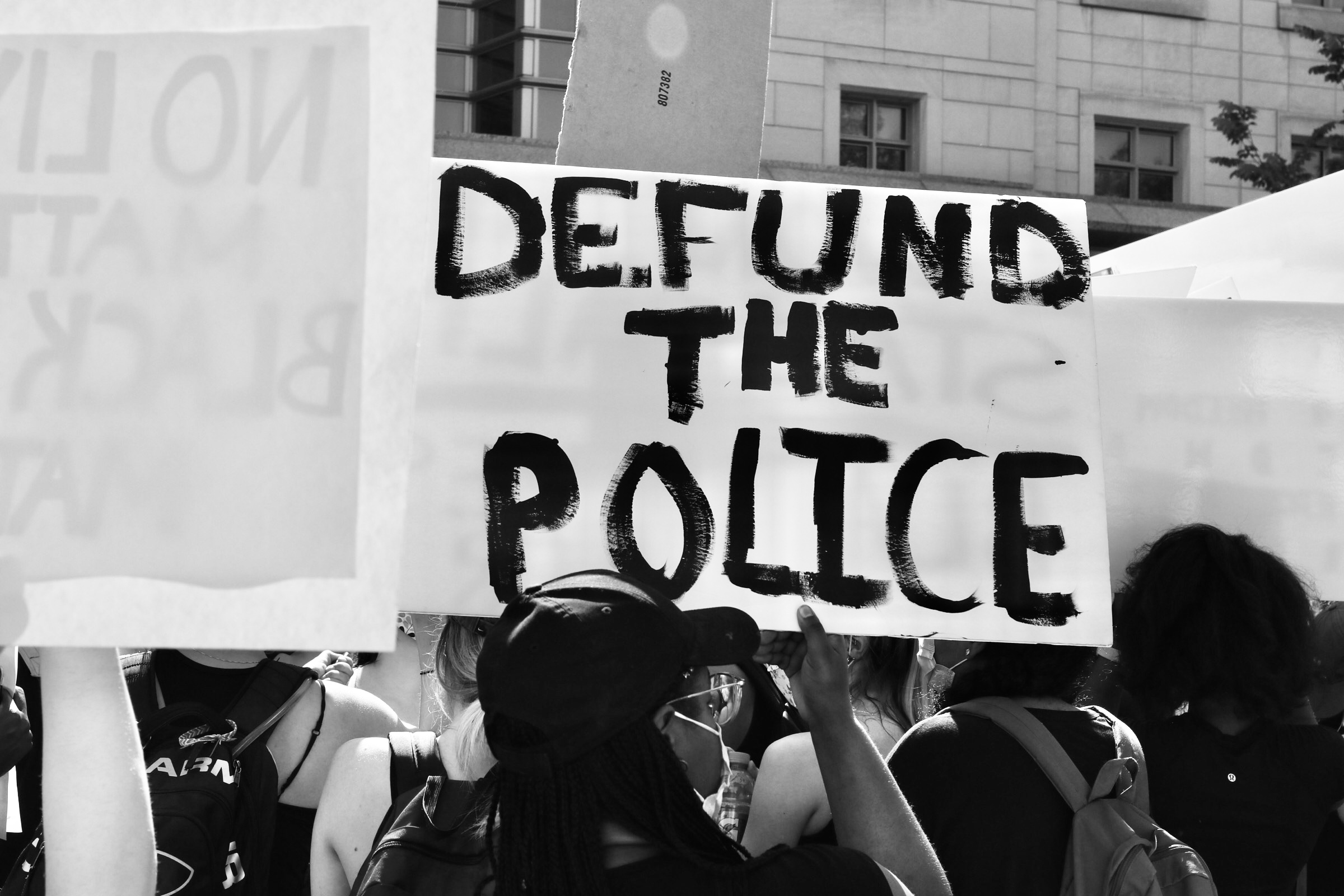
在乔治·弗洛伊德（George Floyd）抗议活动中及其Black Lives Matter（黑人生命也重要）運動中，示威者提出了這这句口號：“ Defund the Police”。

停止資助警隊（英語：Defund the Police）是一个社會運動的口号，示威者希望政府減少或停止對警察部門的資助，并将其資源重新分配给非治安形式的公共安全和社區服務上，例如社会服务，青年服务，住房，教育，医疗保健和其他社区资源。 
支持减少警察部门资金的社會活动家常常认为，对社区计划的投资可以为社区提供更好的威慑力；资金将直接用于解决社会问题，例如如贫困、无家可归和精神错乱等等 。
廢除警隊主義者呼吁用其他公共安全系统代替现有的警察部队，例如住房、就业、社区卫生、教育和其他计划 。

## 参見
- 解散警队，刻不容缓
- 廢警運動
- 警察暴力
- 警察真空理論